# Минино (Венгеровский район)
Ми́нино — село в Венгеровском районе Новосибирской области России. Административный центр Мининского сельсовета.

## География
Площадь села — 37 гектаров

## Население
| 2002 | 2007 | 2010 |
| ---- | ---- | ---- |
| 423  | ↘418 | ↘392 |

## Инфраструктура
В селе по данным на 2007 год функционируют 1 учреждение здравоохранения, 1 образовательное учреждение.